# N563 (België)
De N563 is een gewestweg in België tussen Morlanwelz (N59) en Bois-Bourdon (N6). De weg heeft een lengte van ongeveer 26 kilometer. In de plaats Binche is de weg voor ongeveer 2 kilometer onderbroken.
De gehele weg heeft twee rijstroken in beide rijrichtingen samen.

## Plaatsen langs N563
- Morlanwelz
- Cronfestu
- Battignies
- Binche
- Estinnes-au-Mont
- Givry
- Bois-Bourdon